# Rijksstad Lindau
De Rijksstad Lindau was een tot de Zwabische Kreits behorende rijksstad binnen het Heilige Roomse Rijk.
De oude stad ligt op een eiland in het Bodenmeer, dat door een dam en een brug met het vasteland is verbonden. Op het eiland ontstaat eerst een vissersdorp, maar omstreeks 817 wordt er op het eiland ook een klooster gesticht, dat later tot het abdijvorstendom Lindau zal uitgroeien. Bij het klooster ontstaat dan een stad. In 1216 is er sprake van dat het klooster een ambtman voor de stad aanstelt. Reeds in 1230 wordt de stad als koninklijk beschouwd. In 1396 verwerft de stad het ambt van ambtman en de halsheerlijkheid. De jurisdictie van de stad strekt zich ook uit over een strook land op het vasteland. Van 1478 tot 1507 staat de stad onder protectie van de graaf van Tirol zonder haar zelfstandigheid te verliezen. In 1529 wordt de Reformatie ingevoerd, maar dit heeft geen invloed op het klooster.
In de Reichsdeputationshauptschluss van 25 februari 1803 wordt in paragraaf 22 de overdracht van stad en klooster aan de vorst van Bretzenheim geregeld. Dit als schadeloosstelling voor het verlies van Bretzenheim en Winzenheim. Hierdoor ontstaat er een rijksvorstendom Lindau. Er is echter geen zetel in de rijksvorstenraad van de rijksdag mee verbonden.
Vorst Karel August van Bretzenheim is een natuurlijke zoon van keurvorst Karel Theodoor van Beieren. Op 25 april ruilt hij het al met Oostenrijk tegen de heerlijkheden Saros-Patack en Régecz in Hongarije. Hierdoor gaat Lindau deel uitmaken van Vorarlberg.
Ook het laatste is niet van lange duur, want in de Vrede van Presburg van 15 december 1805 staat Oostenrijk volgens artikel 8 onder andere Vorarlberg en de voormalige rijksstad Lindau af aan het nieuwe koninkrijk Beieren.